# Socorro (Mindoro Orientale)
Socorro è una municipalità di terza classe delle Filippine, situata nella provincia di Mindoro Orientale, nella regione Mimaropa.
Socorro è formata da 26 barangay:
- Bagsok
- Batong Dalig
- Bayuin
- Bugtong Na Tuog
- Calocmoy
- Calubayan
- Catiningan
- Fortuna
- Happy Valley
- Leuteboro I
- Leuteboro II
- Ma. Concepcion
- Mabuhay I

- Mabuhay II
- Malugay
- Matungao
- Monteverde
- Pasi I
- Pasi II
- Santo Domingo (Lapog)
- Subaan
- Villareal (Daan)
- Zone I (Pob.)
- Zone II (Pob.)
- Zone III (Pob.)
- Zone IV (Pob.)